# Carlo de' Dottori
Carlo de' Dottori, né à Padoue le 9 octobre 1618 et mort dans la même ville le 23 juillet 1686, est un poète italien du XVIIe siècle.

## Aperçu biographique
Carlo de’ Dottori est principalement connu par la tragédie d’Aristodème, qu’il fit représenter dans sa dix-neuvième année. Cette pièce serait, au jugement de Tiraboschi, une des meilleures du théâtre italien, si l’auteur ne fût pas tombé dans un défaut commun aux écrivains de son temps, en donnant à son style la couleur et les formes réservées au genre lyrique. Dottori était très-versé dans la littérature grecque et latine, mais il ne faisait point parade de son savoir ; il était l’ami d’Angelico Aprosio, qui en parle avec éloge en plusieurs endroits de sa bibliothèque, et du célèbre Francesco Redi, avec lequel il était en correspondance suivie sur des objets de science. Il mourut dans sa patrie le 23 juillet 1686.

## Œuvres
- Aristodemo, tragédie. Cette pièce, imprimée pour la première fois à Padoue, en 1643, le fut encore dans la même ville en 1657, in 4°. On en connait plusieurs autres éditions ; Boyer a traité le même sujet en français, et plus tard l’abbé Monti en italien.
- Des Rime et des Canzoni, Padoue, 1643, in-12. L’édition la plus complète est celle de Venise, 1689, 2 tomes en 1 volume grand in-12. Plusieurs des petites pièces de Dottori ont été insérées dans des recueils choisis.
- L’Asino, poema eroico-comico, Venise, 1652, in-12. Ce poème est divisé en 10 chants ; l’auteur le publia sous le nom d’Iraldo Crotta, qui est l’anagramme du sien. On lui attribue encore le Parnasse, poème en 8 chants, et Galathée.